# Zeitreise (Geodaten)

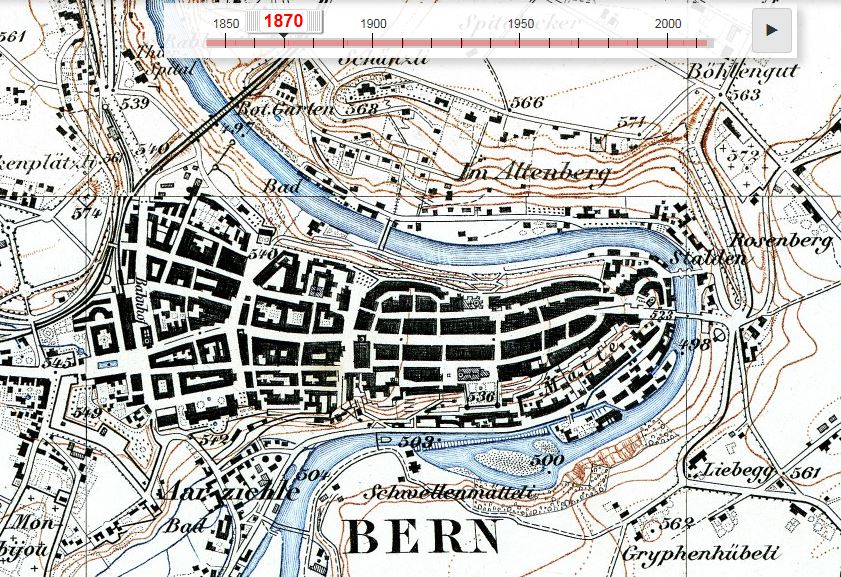
Zeitreise Kartenwerke swisstopo
Abbildung Siegfriedkarte 1870
Ausschnitt Stadt Bern

Als Zeitreise bezeichnet man in der Geoinformatik die Darstellung einer Zeitreihe von bestimmten Geodaten, welche eine bestimmte Thematik der Realwelt zu unterschiedlichen Zeitpunkten abbilden. Eine typische Form von solchen Zeitreisen bietet zum Beispiel die Möglichkeit, einen Zeitschieber auf einer Zeitskala zu bewegen und dadurch Geodaten zu verschiedenen Zeitpunkten online darzustellen.
Eine solche reale Zeitreise unterscheidet sich von einer Zeitreise im Bereich Physik resp. Science Fiction, hat jedoch mit solchen Zeitreisen die Bewegung durch die Zeit gemeinsam. Eine andere Form einer Zeitreise im geografischen Raum bieten Evolutionswege. Hier werden wesentliche Stationen der evolutionären Entwicklung auf einer Strecke dargestellt, die die Zeit repräsentiert. An den Stationen befinden sich beispielsweise Schautafeln, die das Neue zum jeweiligen Zeitpunkt beschreiben.

## Beispiele
- International
  - Zeitreise mit Google Street View[2]
  - Zeitreise in die Vergangenheit mit Google Earth[3]
- Deutschland
  - Zeitreise mit dem Stadtplan von Berlin (TimeMap Berlin)[4]
  - Zeitreise Luftbilder im Ruhrgebiet[5]
- Schweiz
  - Zeitreise Kartenwerke: mit der Zeitreise kann eine Reise durch die Zeit über fast 175 Jahre Kartengeschichte der Schweiz verfolgt werden[6][7][8]
  - Zeitreise SWISSIMAGE[9]
  - Zeitreise Luftbilder swisstopo farbig[10]
  - Zeitreise Luftbilder swisstopo schwarz/weiss[11]
  - Zeitreise durch die Stadt Zürich[12]